# Carangopsis
Carangopsis es un género extinto de peces osteíctios prehistóricos de la superclase Osteichthyes y la familia Pomatomidae. Este género marino fue descrito científicamente por el naturalista suizo Jean-Louis-Rodolphe Agassiz en 1835.

## Especies
Clasificación del género Carangopsis:
- † Carangopsis Agassiz 1835
  - † Carangopsis analis Agassiz, 1835
  - † Carangopsis brevis (Blainville, 1818)
  - † Carangopsis dorsalis Agassiz, 1835
  - † Carangopsis latior Agassiz, 1835
  - † Carangopsis maximus Agassiz, 1835